# Monjayaki

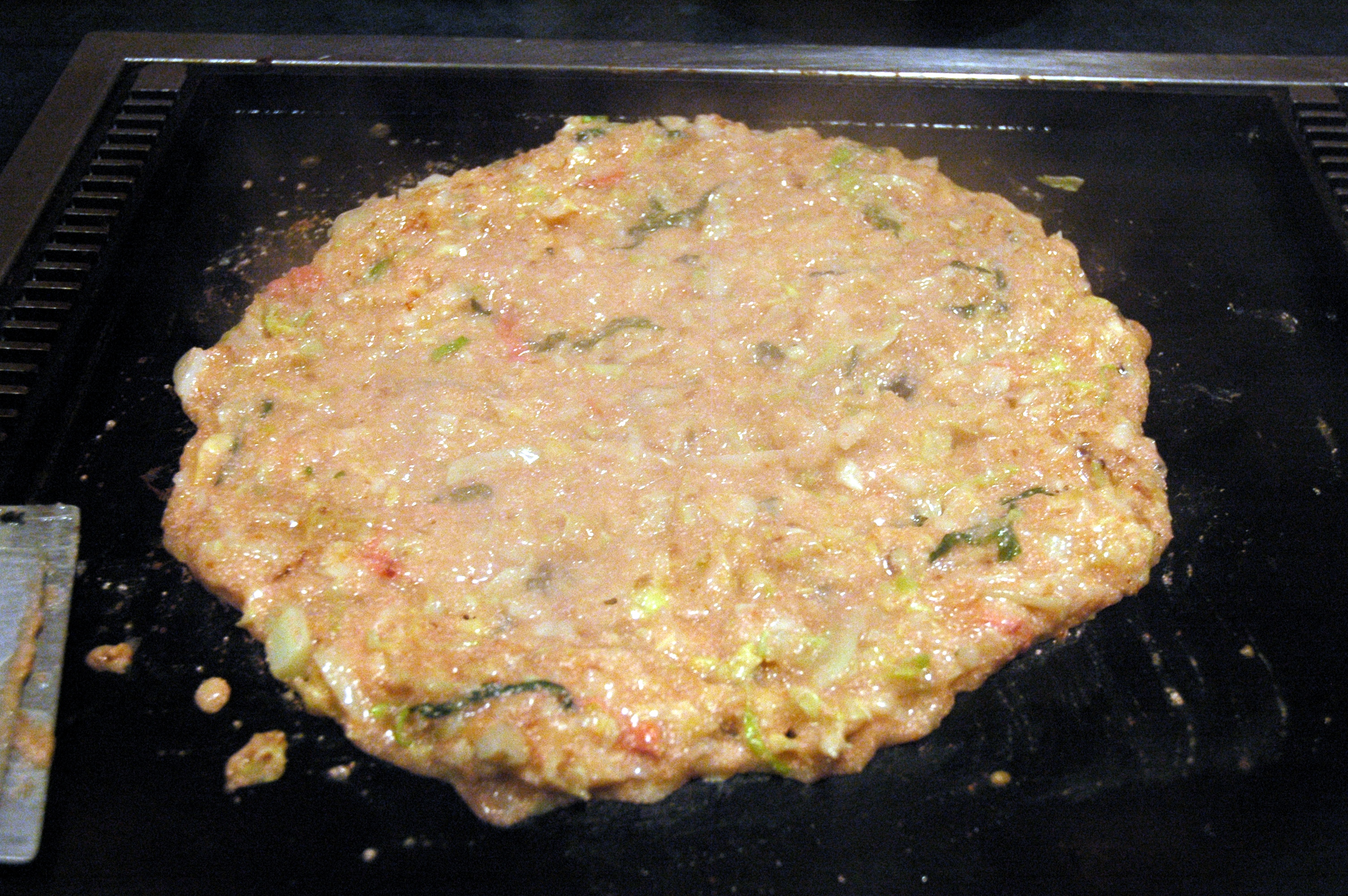
Monjayaki listo para comer.

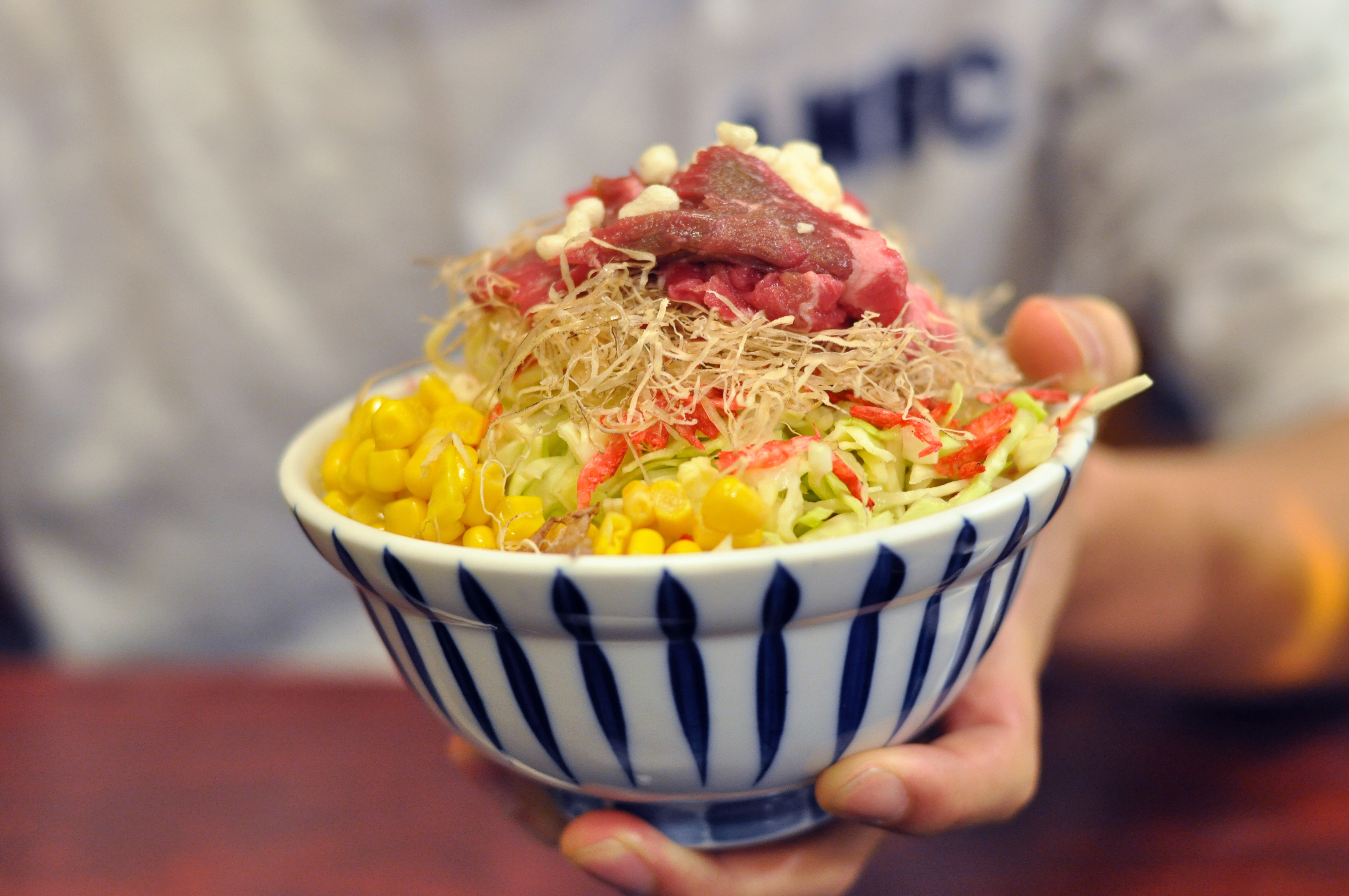
Monjayaki servido.

El monjayaki (もんじゃ焼き?), a menudo simplemente monja, es un tipo de rebozado japonés frito en sartén con diversos ingredientes. Es parecido al okonomiyaki, pero el monjayaki, que es una especialidad de la región de Kantō, se hace con una masa mucho más líquida. Los ingredientes se pican finamente y se mezclan con el rebozado antes de freír. La mezcla es mucho más fluida que la del okonomiyaki, y tiene una consistencia parecida a la del queso fundido cuando se cocina. Se come directamente de la plancha usando una pequeña espátula de metal. Hay muchos buenos restaurantes de monjayaki en el distrito Tsukishima de Tokio, la mayoría de los cuales sirven también okonomiyaki.